# اسپندار میرابلا
اسپندار میرابلا (نام علمی: Cereus mirabella) نام یک گونه از سرده اسپندارها است.